# Systoechus canipectus
Systoechus canipectus är en tvåvingeart som beskrevs av Hesse 1938. Systoechus canipectus ingår i släktet Systoechus och familjen svävflugor.
Artens utbredningsområde är Namibia. Inga underarter finns listade i Catalogue of Life.